# Catacombes proches
Pour les articles homonymes, voir Saint-Antoine.
Les catacombes proches ou les grottes de Saint-Antoine (ukrainien : Ближні печери, Blyjni petchery ; russe : Ближние пещеры, Blijnié pechtchery) sont des grottes historiques et un réseau de tunnels en Ukraine à Kiev qui font partie de la laure des Grottes de Kiev. Les catacombes proches mesurent une longueur totale de 383 mètres et une profondeur de 5 à 20 mètres.
Les catacombes proches ont été fondées lorsque, en 1057, Saint Varlaam a été nommé par Saint Antoine, le premier hégoumène (abbé) de la laure des Grottes de Kiev. Saint Antoine se retira du monastère et s'installa plus tard sur une nouvelle colline, où il creusa une nouvelle cellule souterraine, appelée désormais les catacombes proches.

## Constructions
Les catacombes proches, appelées aussi grottes de Saint-Antoine car les reliques de saint Antoine y sont enterrés, contiennent l'église souterraine de Saint-Antoine, l'église de l'entrée de la Mère de Dieu et l'église Saint-Varlaam. Les catacombes contiennent également un total de 123 corps, dont ceux du fondateur saint Antoine et de Nestor le Chroniqueur, les artistes emblématiques Alipi et Grigori, le docteur Agapit, le prince ascète Nikolaï Sviatocha, le saint martyr Koukcha, ainsi que les restes d'Ilya Mouromets. Lors de l'examen des restes, il a été établi qu'Ilya Mouromets est mort des suites d'une blessure au couteau. Selon une légende, une force d'anges l'a transporté de son lieu de mort aux catacombes de la laure.
L'entrée des catacombes proches se fait par l'église de l'Élévation-de-la-Croix, construite dans le style baroque ukrainien de 1700 à 1704. Les icônes sculptées de l'église de 1769 ont survécu à ce jour. À partir du XIXe siècle, l'église servit de caveau aux sépultures métropolitaines de Kiev. L'ancien réfectoire de l'église est relié aux cellules du frère, un bâtiment de style néoclassique avec un portique à quatre colonnes datant des années 1830.
Au pied de la colline se dresse la tour-clocher des catacombes proches, conçue et construite par l'architecte Stepan Kovnir en 1760. Les pierres tombales d'un certain nombre de Kieviens célèbres sont visibles devant l'église de l'Élévation-de-la-Croix, notamment la pierre tombale du gouverneur général Aleksandr Bezak, conçue par l'architecte Mikhail Ikonnikov en 1860.
Sous les catacombes proches, deux anciens puits à eau ont récemment été découverts. Selon la légende, l'un d'eux aurait été creusé par Saint Antoine et l'autre par son disciple le plus connu, Théodose de Kiev. À côté des puits de tirage, une chapelle a été construite, connue maintenant sous le nom d’Église du Printemps qui donne la vie, construite en l’honneur de l’icône de la Mère Dieu.

## Sarcophages et objets sacrés
On trouve les reliques de soixante-treize saints qui sont accompagnées de tablettes avec leurs noms et des icônes. La majorité des icônes datent du XIXe siècle.

## Galerie

Catacombes proches
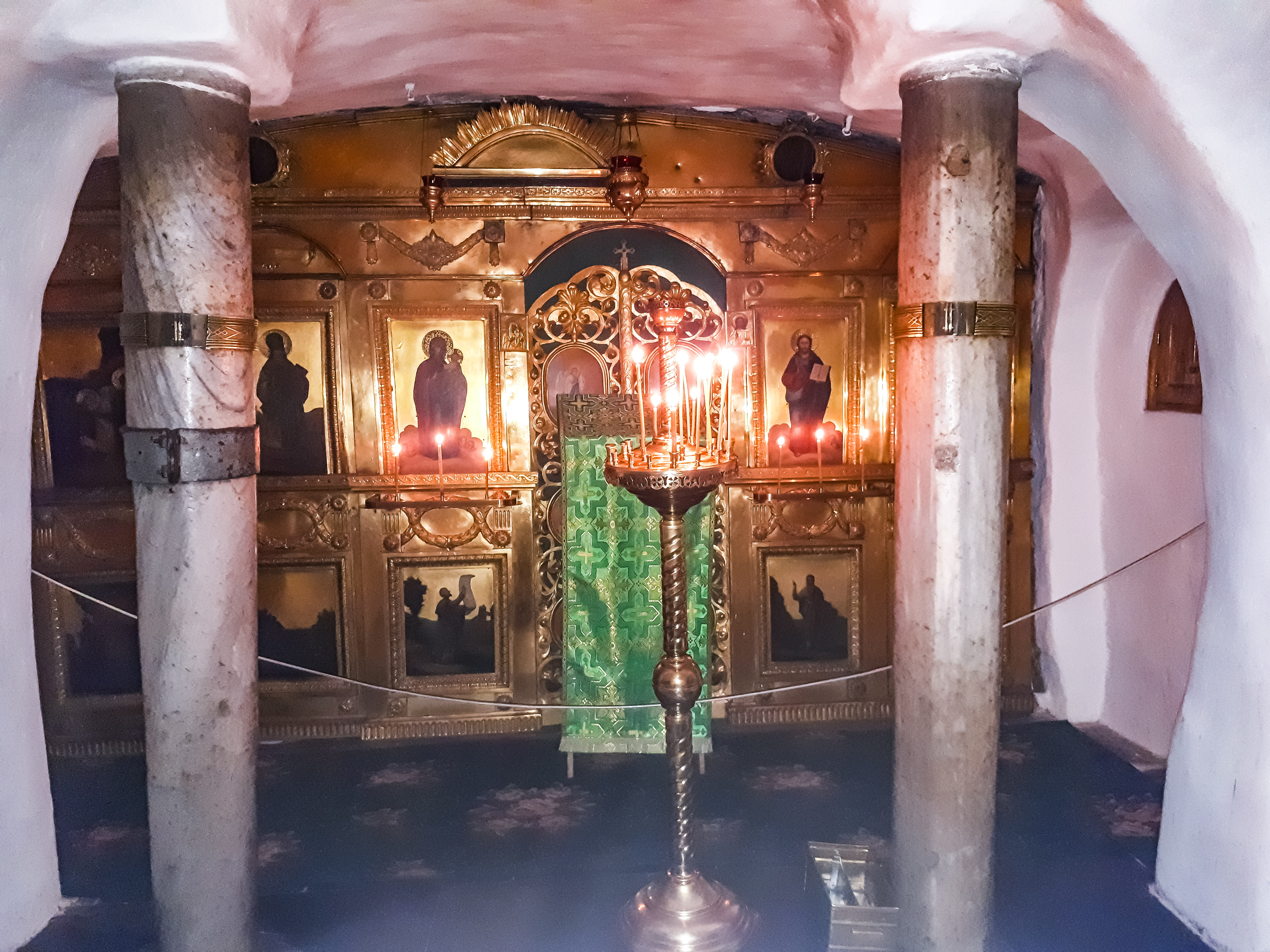
Le monastère souterrain Kyiv-Pechersk classé
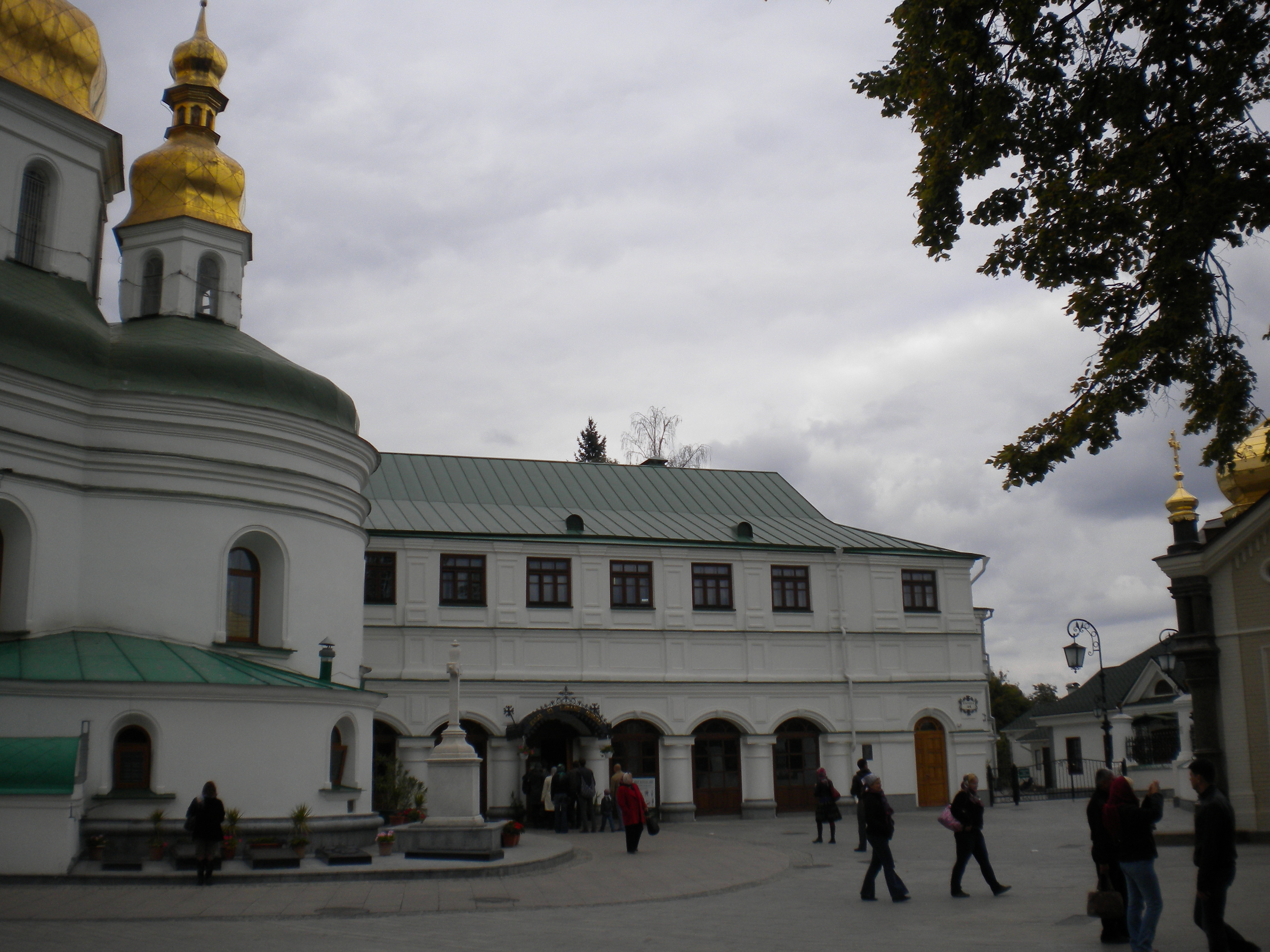
Entrée des catacombes proches classé
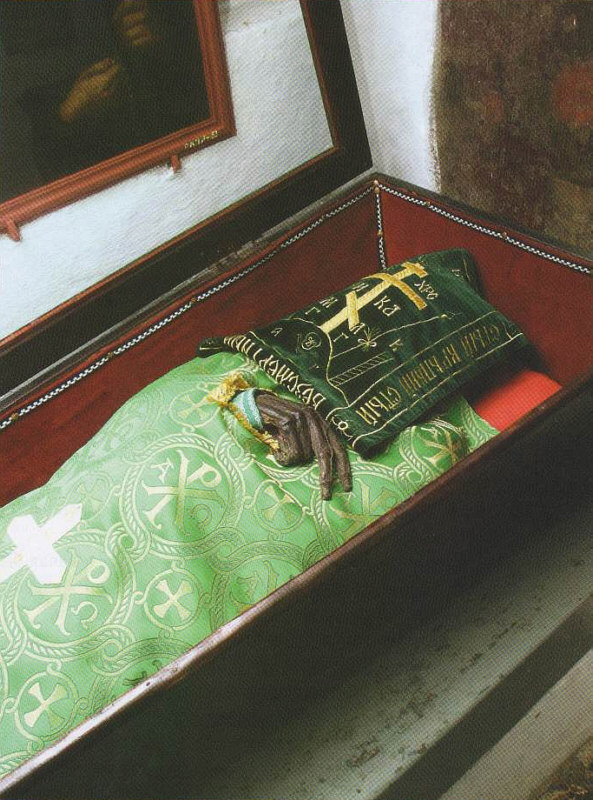
Momie d'Ilya Mouromets

## Liens